# Bolzano (croiseur)
Pour les articles homonymes, voir Bolzano (homonymie).
Le croiseur Bolzano est un croiseur lourd de la Regia Marina (marine militaire italienne) faisant partie de la Classe Trento. Sa construction débuta à Gênes en 1930, soit cinq ans après les autres croiseurs de sa classe. Il fut coulé en 1944.

## Caractéristiques
Les croiseurs italiens de la classe Trento sont les premiers navires spécifiquement conçus pour respecter les conditions du Traité naval de Londres, qui limite le déplacement des croiseurs à 10 000 t et le calibre maximum à 8" (203 mm). Cette limitation rend difficile la combinaison de la puissance de feu, la vitesse et la protection dans un seul projet. Un autre problème que doivent affronter les concepteurs italiens est l'impossibilité pour leurs navires de protéger à la fois les longues lignes côtières et les bases navales éloignées, c'est pour cette raison qu'une très grande rapidité est requise. Ils font donc le choix de sacrifier la cuirasse des navires et la capacité des soutes à mazout et, bien que les unités sont alors armées de canons de 203 mm, ils réussissent à maintenir la vitesse désirée.
Trois navires de cette classe sont construits et ils portent tous le nom de villes libérées de la domination austro-hongroise à la fin de la Première Guerre mondiale : le Trento (d'après la ville de Trente), le Trieste (d'après la ville de Trieste) et le Bolzano (d'après la ville de Bolzano). Comme ce dernier, construit au début des années 1930, présente quelques améliorations par rapport aux deux croiseurs précédents, il est parfois considéré comme d'une classe distincte.
La classe Trento est aussi parmi les premières à utiliser des canons antiaériens OTO Melara Spa de 100⁄47 mm (calibre d'une longueur de 47 fois son diamètre ; 100 mm), qui deviennent par la suite très communs dans les marines italienne, argentine, grecque, espagnole, suisse et soviétique où ils ont servi notamment pendant la Seconde Guerre mondiale, la Guerre froide et la Guerre d'Espagne. Ils pèsent 2 177 kg pour 4 985 mm de long, ont un angle d'élévation de -5° à +85° et une portée de 15 240 m. Ils sont installés sur un double affût avec piédestal protégé également développé par OTO Melara en 1924.
Le Bolzano est parfois considéré comme une classe à part du fait de plusieurs différences notables vis-à-vis des deux premiers navires de la classe Trento. En 1930, la Regia Marina décide d'acquérir un troisième exemplaire de cette classe, aux dépens d'un croiseur plus avancé techniquement de la toute nouvelle classe Zara, qui aurait obligé la société Ansaldo à partager une partie des bénéfices avec sa société rivale, la OTO Melara SpA.
Le croiseur est donc construit dans les chantiers Ansaldo de Gênes à partir du 11 juin 1930 et entre en service le 19 août 1933, il déplace alors 11 065 t. En 1937, son armement secondaire subit les mêmes modifications que celles apportées au Trento et au Trieste, et c'est avec cette configuration qu’il participe à la Seconde Guerre mondiale.
Bien que doté d'un armement puissant et d’une bonne vitesse, le croiseur dispose d'une trop faible protection[Combien ?] qui le rend vulnérable (défaut propre à tous les navires de la classe Trento). C'est pour ce motif qu'il est aussi appelé l’erreur magnifique (en anglais : the magnificient mistake et en italien : errore magnificamente eseguito),.

## Histoire du croiseur
Le croiseur Bolzano est construit et mis en service cinq ans après les deux autres avec des différences caractéristiques. Il sert dans la plupart des missions des deux autres navires de la classe Trento. Il participe avec le Trento à la bataille de Punta Stilo, le 9 juillet 1940, durant laquelle il est ciblé et frappé à six reprises par le croiseur britannique HMS Neptune. Cela occasionne des dommages mineurs en dessous de la ligne de flottaison qui sont réparés rapidement. Un autre tir touche la tourelle B tandis que les hommes à l'intérieur continuent de faire feu, puis un dernier tir touche le compartiment des torpilles, où deux membres d'équipage sont tués. Le 31 août 1940, il fait partie de l'escadre navale visant à contrer l'opération britannique Hats mais revient sans avoir tiré un seul coup de canon. L'opération Hats a pour but d'escorter un convoi rapide de trois MF 2, transportant 36 000 t de fournitures dont des renforts et des munitions pour les défenses anti-aériennes de l'Île de Malte qui ont été pour la plupart prises dans des raids de bases aériennes italiennes. Au début de la bataille du cap Teulada, c’est l’hydravion du Bolzano, l’IMAM Ro.43, qui le premier repère la flotte britannique à 32 km (20 milles) au large de l'Algérie. Il est ensuite engagé dans les combats.
Du 27 au 28 mars 1941, le croiseur est une des rares unités choisies pour participer à une expédition qui aboutit à la bataille du cap Matapan, au large du Péloponnèse. Le 24 avril 1941, le Bolzano ainsi que le Trieste font partie de la Quatrième Division de croiseurs qui a pour mission d'escorter jusqu'en Afrique du Nord cinq navires marchands : le Marburg, le Rialto, le Kibfels, le Birmania et le Reichenfels. Un mois plus tard, le navire participe à une autre escorte qui doit protéger les navires Conte Rosso, Marco Polo, Esperia et Calitea à destination de la Libye. La perte du Conte Rosso, coulé par une torpille lancée depuis le sous-marin anglais HMS Upholder, prouva définitivement l’inutilité des escortes de navires majeurs (tels que les croiseurs et les cuirassés). Le 27 avril, le Bolzano et le Trento escortent de nouveau un convoi, et le 8 et le 9 juin ils sont accompagnés du Lanciere, de l’Ascari et du Corazziere pour protéger une seconde fois l’Esperia, sans problème notable.
Le 25 août 1941, alors qu’il revient d'une tentative avortée d'interception du mouilleur de mines HMS Manxman (en), utilisé par les Britanniques dans des missions de ravitaillement, le Bolzano est avarié à proximité du détroit de Messine par une torpille du sous-marin HMS Triumph et doit être remorqué jusqu'au port de Messine en raison de l'importance des dommages. La réparation dure trois mois pendant lesquels un raid aérien le frappe faisant plusieurs morts et blessés.
En 13 août 1942, alors que sa participation au convoi Pedestal vient d'être annulée, le croiseur est de nouveau torpillé alors qu'il rentrait à la base. Lui et le Muzio Attendolo sont tous deux sérieusement endommagés par le sous-marin HMS Unbroken, qui revenait des Îles Éoliennes. À cause de ses dommages, le Bolzano se voit obliger de se délester mais cela n'empêche pas le navire d'échouer sur une plage de Panarea. Un mois plus tard, il est remorqué et conduit, d'abord à Naples, puis à La Spezia, pour d'importantes réparations. Alors que le croiseur est à La Spezia, les Italiens capitulent et il est capturé par les Allemands. Cependant, les dommages sont si graves que ces derniers ne sont pas en mesure de le réparer. Il est finalement coulé par des torpilles humaines lancées par d'anciens membres de la Xe Flottiglia MAS lors d'un raid combiné entre les Britanniques et les Italiens le 22 juin 1944,.

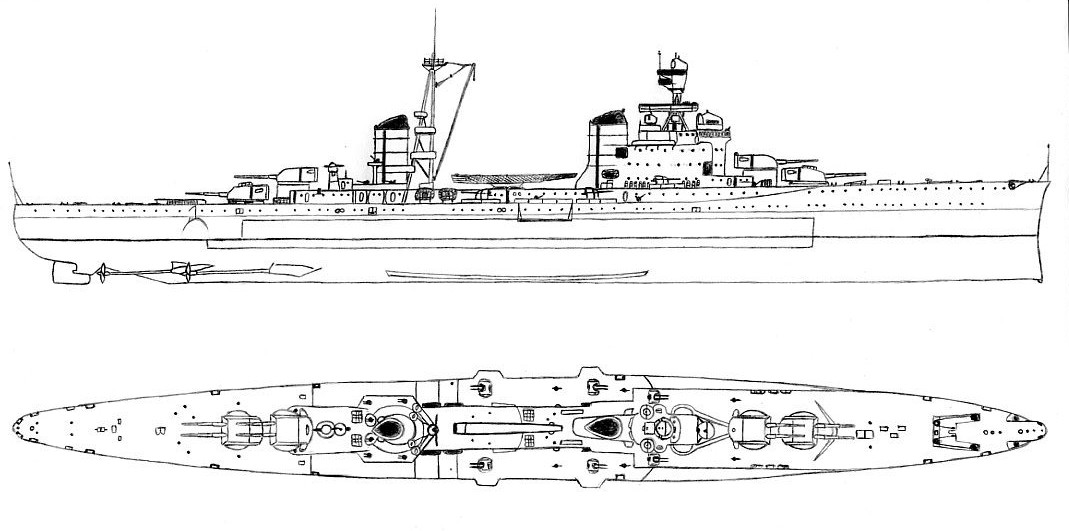
Plan en coupe du Bolzano.
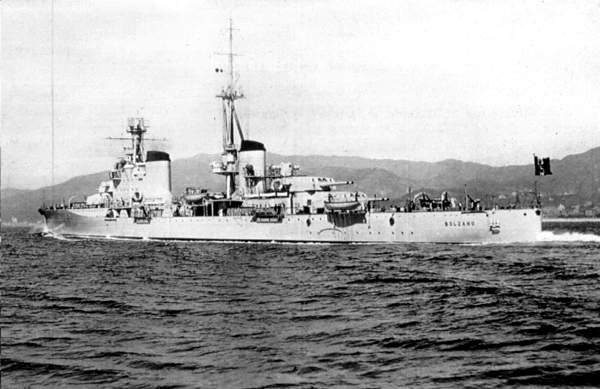
Le croiseur Bolzano.
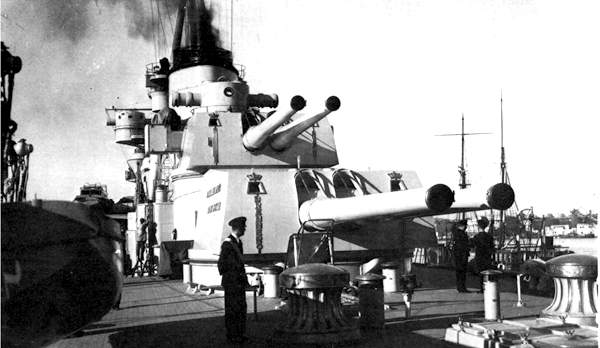
L'artillerie du croiseur Bolzano.
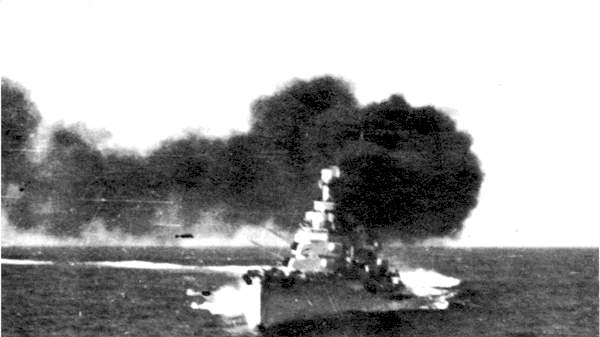
Le Bolzano lors de la Bataille du cap Teulada.

### Sur la classe Trento
- (it) Franco Gay, Incrociatore pesanti classe "Trento", vol. 1, Bizzarri, 1975 (lire en ligne)

### Sur les croiseurs de la Seconde Guerre mondiale
- (it) Giorgio Giorgerini, La guerra italiana sul mare. La Marina fra vittoria e sconfitta 1940-1943, Mondadori, 2002 (lire en ligne)
- (en) Jack Green et Alessandro Massignani, The Naval War in the Mediterranean, 1940-1943, Londres, Chatam Publishing, 1998, 352 p. (ISBN 1-86176-057-4)
- (en) Arnold Hague, The Allied Convoy System 1939-1945, Annapolis, Naval Institute Press, 2000, 208 p. (ISBN 1-55750-019-3)
- (it) Francesco Mattesini, La battaglia di Capo Teulada : 27-28 novembre 1940, Office historique de la Marine Militaire italienne, 2000, p. 114
- (it) James J. Sadkovich, La Marina italiana nella seconda guerra mondiale, Universale Economica Feltrinelli, 2014, 536 p. (ISBN 978-88-07-88532-7, lire en ligne)
- (en) M. J. Whitley, Cruisers of World War Two : An International Encyclopedia, Londres, Arms and Armour Press, 1995 (ISBN 1-85409-225-1 et 1-86019-874-0)

### Sur les navires de guerre
- (en) Antony Preston, John Jordan et Stephen Dent, Warship, Londres, Anova Books, 2007, 208 p. (ISBN 978-1-84486-041-8 et 1-84486-041-8)
- (it) Giorgio Giorgerini, Attacco dal mare. Storia dei mezzi d'assalto della Marina italiana, Mondadori, 2007 (lire en ligne)
- (en) John Campbell, Naval Weapons of World War Two, Naval Institute Press, 1985
- (en) Robert Gardiner et Roger Chesneau, Conway’s All the World’s Fighting Ships (1922-1946), New York, Mayflower Books, 1980 (ISBN 0-8317-0303-2)

### Sur d'autres thèmes
- (en) Brian Perret et Ian V. Hogg, Encyclopedia of the Second World War, Londres, Longman, 1989, 447 p. (ISBN 0-582-89328-3)